# Tragu
Tragu – forma samobójstwa w hinduizmie, pojmowana również jako forma walki z wrogiem. Rytuał odebrania sobie życia podczas którego istotnym elementem było rzucenie klątwy na nieprzyjaciela. Tę formę rytualnego samobójstwa wybierali członkowie warny braminów oraz członkowie dźati Caranów z zachodnich Indii.